# Sémiologie médicale
La sémiologie médicale est la partie de la médecine qui étudie les signes (qui traduisent la lésion ou le trouble d'une fonction) que peut relever le médecin à l'examen clinique (signes physiques, signes fonctionnels et généraux) ou avec des examens complémentaires (imagerie, biologie), à partir desquels il dresse un tableau clinique. Elle étudie également la manière de les relever (interrogatoire, examen physique, examens complémentaires) et de les présenter (écriture d'une observation, regroupement en syndrome) afin de poser un diagnostic.

## Recueil des signes
Le recueil des signes se fait par deux biais :
- l'examen clinique qui se déroule en deux temps, successivement : 
  - l'interrogatoire du patient ou de celui qui l'accompagne
  - l'examen physique, selon quatre modalités :
    - l'inspection
    - la palpation
    - la percussion
    - l'auscultation

- les examens paracliniques (ou complémentaires) (radiographie, scanner, prise de sang, etc.).

## Classification
Les signes cliniques sont les signes obtenus à l'examen clinique et on peut distinguer deux dichotomies pour les classer :
- 1re dichotomie :
  - signes généraux : température, fatigue, etc.
  - signes focaux : délimités à une zone ;
- 2e dichotomie :
  - signes fonctionnels : signes récupérés par l'interrogatoire, ressenti subjectivement par le malade, non vérifiables par un autre signe clinique, on peut citer la douleur, ou la dysphagie,
  - signes physiques : ceux qui sont obtenus à l'examen physique tel qu'une rougeur, un bruit anormal au stéthoscope, etc. recueillis sans instrument lourd sauf le stéthoscope, l'otoscope, l'ophtalmoscope, le thermomètre, le tensiomètre, le saturomètre, etc.

Les signes paracliniques sont issus des examens complémentaires : radiographie, scanner, prise de sang, etc.

## Signes généraux
Les signes généraux sont des signes très peu spécifiques : ils ne portent pas de caractéristique d'organe et sont communs à de nombreuses affections. Ils permettent d'évaluer l'état global du patient, et le retentissement de la maladie.
Il s'agit de :
- l'asthénie : sensation de fatigue généralisée.
- l'anorexie : absence ou diminution de l'appétit. Ce signe ne doit pas être confondu avec l'anorexie mentale.
- l'amaigrissement : perte de poids supérieure ou égale à 5 % du poids habituel.

- la fièvre : augmentation régulée de la température corporelle.

La combinaison de l'asthénie, de l'anorexie et de l'amaigrissement consiste en une altération de l'état général. Ces trois signes peuvent aussi bien être témoins d'une maladie somatique que d'une maladie psychiatrique, comme la dépression.
On distingue plusieurs étiologies somatiques à une asthénie ou un amaigrissement :
- infectieuse ;
- cancer ;
- endocrinienne, par exemple le diabète ou l'hypothyroïdie ;
- neurologique ;
- hématologique, telle qu'une anémie;
- digestive ;
- cardiovasculaire et respiratoire, comme une insuffisance cardiaque.
- maladies systémiques ;
- troubles ioniques ou carences ;
- causes toxiques ou médicamenteuses.

## Sémiologie quantitative
La sémiologie quantitative est une branche de la sémiologie médicale, qui a pour rôle quantifier la pertinence d'un signe clinique (sensibilité, spécificité, valeur prédictive positive, valeur prédictive négative et l'intégration de la valeur de plusieurs signes théorème de Bayes).
Elle étudie la présence de la maladie / absence de la maladie, la présence d'un signe / absence d'un signe, dans le but d'établir un diagnostic le plus fiable possible.
La sémiologie quantitative a un rôle important dans le raisonnement médical. Par exemple, l'observation d'un signe pathognomonique, comme le signe de Koplik, donne avec certitude le diagnostic. Ce type de signe a une valeur prédictive positive égale à un. En revanche, d'autres signes ne permettent pas de confirmer un diagnostic, même s'ils sont positifs : ils permettent seulement de l'infirmer s'ils sont négatifs. C'est par exemple le cas du dosage des D-dimères lors d'une suspicion d'embolie pulmonaire. Ce type de signe a une valeur prédictive positive faible.

## Enseignement en France
En France, la sémiologie est enseignée en deuxième année de médecine et en troisième année. Son apprentissage est accompagné de stages hospitaliers de sémiologie, généralement encadré par un chef de clinique assistant, au cours desquels l'étudiant en médecine apprend l'interrogatoire clinique et l'élaboration d'un diagnostic.
Elle est également enseignée en pharmacie, le plus souvent au cours de la 3e année et de la 4e année.